# دودمان هشتم مصر
دودمان هشتم مصر (سلسله هشتم) یک سلسله فراعنه ناشناخته و کوتاه مدت است که به سرعت در اوایل قرن بیست و دوم قبل از میلاد سلطنت کردند، احتمالاً مقر قدرت آنها در ممفیس است. دودمان هشتم در زمانی که از آن به عنوان پایان پادشاهی کهن یا آغاز اولین دوره میانی نام برده می‌شود، حاکمیت داشت. قدرت فراعنه رو به زوال بود، در حالی که قدرت حکام استانی، معروف به نومارک اهمیت فزاینده‌ای داشت، و دولت مصر تا آن زمان عملاً به یک سیستم فئودالی تبدیل شده بود. علیرغم روابط نزدیک بین پادشاهان ممفیسی و نومارک‌های قدرتمند، به ویژه در کوپتوس، سلسله هشتم سرانجام توسط نومارک‌های هراکلئوپولیس که دودمان نهم را تأسیس کردند، سرنگون شد. دودمان هشتم گاهی با دودمان هفتم ترکیب می‌شود، به دلیل فقدان شواهد باستان‌شناسی برای دومی که ممکن است ساختگی باشد.
مصر شناسان تخمین می‌زنند که فراعنه سلسله هشتم تقریباً ۲۰ تا ۴۵ سال بر مصر حکومت کردند و تاریخ‌های مختلفی پیشنهاد شده‌است: ۲۱۹۰–۲۱۶۵ پیش از میلاد؛۲۱۸۱–۲۱۶۰ پیش از میلاد؛۲۱۹۱–۲۱۴۵ پیش از میلاد؛
۲۱۵۰–۲۱۱۸ پیش از میلاد؛

## منبع‌شناسی

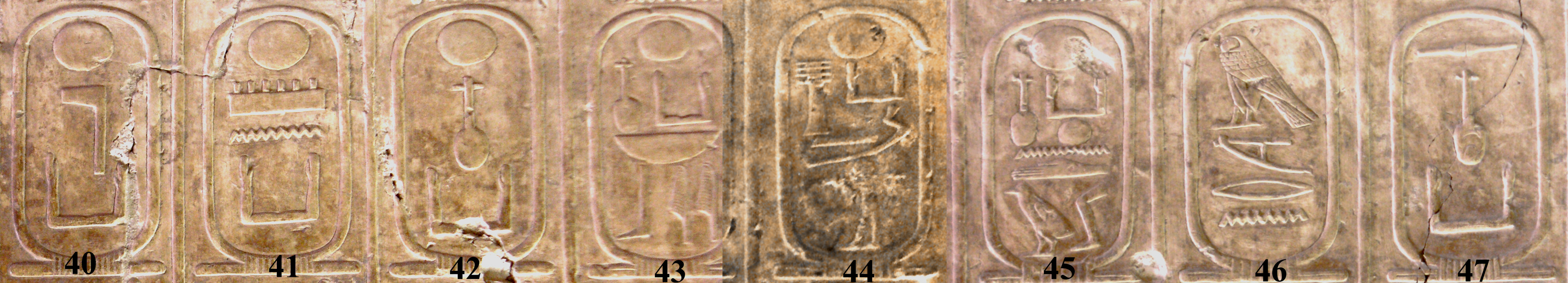
پادشاهان دودمان هشتم در فهرست پادشاهان ابیدوس، از نچرکارع تا نفرکامین.

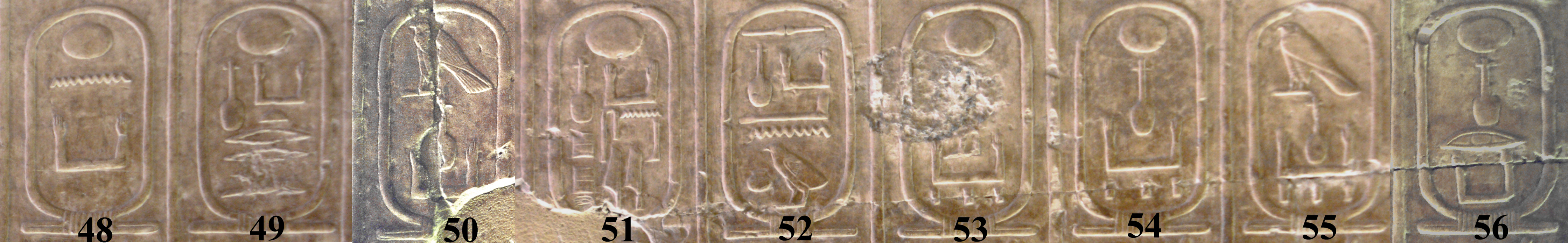
پادشاهان دودمان هشتم در فهرست پادشاهان ابیدوس، از نیکارع تا نفریرکارع.

### تاریخی